# 江西满树星
江西满树星（学名：Ilex kiangsiensis）为冬青科冬青属的植物，是中国的特有植物。分布于中国大陆的江西、广东、湖南等地，生长于海拔700米至1,000米的地区，多生在杂木林、山坡疏林以及灌丛中，目前已由人工引种栽培。

## 异名
- Ilex aculeolata Nakai var. kiangsiensis S. Y. Hu